# Megapenthes (Argos)
Megapenthes (greaca veche: Μεγαπένθης) a fost fiul lui Proitos, regele Argosului. El a preluat tronul de la unchiul său Acrisios, care i-l furase tatălui său. Mai târziu, Megapenthes a schimbat tronul din Argos cu cel din Tirint, în favoarea vărului său Perseu, care mai târziu l-a ucis, preluând puterea în ambele orașe.